# Queen for Seven Days
Queen for Seven Days (hangul: 7일의 왕비; RR: 7 Ileui Wangbi; lit. 7 Day Queen), es una serie de televisión surcoreana transmitida del 31 de mayo del 2017 hasta el 3 de agosto del 2017, a través de KBS2.

## Historia
La serie la trágica historia de amor entre el Rey Joongjong y su amada esposa, la Reina Dankyung, quien fue coronada y depuesta del trono en siete días debido a los rivales políticos del Rey. Sin embargo ambos se amaron y se juraron lealtad hasta el último día de sus vidas.

## Reparto

### Personajes principales
| Actor                        | Personaje                                                  | N.º de episodios | Duración |
| ---------------------------- | ---------------------------------------------------------- | ---------------- | -------- |
| Park Min-young Park Si-eun   | Shin Chae-kyung, Reina Dankyung Shin Chae-kyung (de joven) | 20               | 2017     |
| Yeon Woo-jin Baek Seung-hwan | Lee Yeok, Rey Joongjong Lee Yeok (de joven)                | 20               | 2017     |
| Lee Dong-keon Ahn Do-kyoo    | Lee Yoong, Rey Yeonsangun Lee Yoong (de joven)             | -                | 2017     |

### Personajes recurrentes
| Actor          | Personaje                          | Ocupación                                            | N.º de episodios | Duración |
| -------------- | ---------------------------------- | ---------------------------------------------------- | ---------------- | -------- |
| Do Ji-won      | Reina Viuda Jasun                  | Madre de Lee Yeok                                    | -                | 2017     |
| Song Ji-in     | Reina Shin (Reina Destituida Shin) | Esposa Principal de Lee Yoong                        | -                | 2017     |
| Son Eun-seo    | Lady Suk-won, Jang Nok-su          | Concubina Favorita y Confidente de Lee Yoong         | -                | 2017     |
| Jang Hyun-sung | Shin Soo-geun                      | Hermano Mayor de la Reina Shin / Padre de Chae-kyung | -                | 2017     |
| Kang Shin-il   | Im Sa-hong                         | Confidente cercano de Lee Yoong                      | -                | 2017     |
| Yeom Hye-ran   | -                                  | Nana de Shin Chae-kyung                              | -                | 2017     |
| Park Won-sang  | Park Won-jong                      | Político / Ministro (corrupto)                       | -                | 2017     |
| Yoo Hyung-kwan | Yoo Soon-jung                      | Político / Ministro                                  | -                | 2017     |
| Yoo Seung-bong | Yoo Ja-kwang                       | Político / Ministro                                  | -                | 2017     |
| Lee Hwa-ryong  | Sung Hee-an                        | Político / Ministro                                  | -                | 2017     |

### Elenco extendido
| Actor                          | Personaje                            | Ocupación                                     | N.º de episodios | Duración |
| ------------------------------ | ------------------------------------ | --------------------------------------------- | ---------------- | -------- |
| Kang Ki-young Jung Yoo-ahn     | Jo Kwang-oh (de joven)               | Amigo de Lee Yeok                             | -                | 2017     |
| Seol Woo-hyung Jung Hyun-joon  | -                                    | Hijo de Lee Yoong                             | 18 -             | 2017     |
| Kim Min-ho Jo Byung-gyu        | Baek Suk-hee (de joven)              | Amigo de Lee Yeok                             | -                | 2017     |
| Hwang Chan-sung Choi Min-young | Seo Noh (de joven)                   | Guardaespaldas y Amigo de Lee Yeok            | -                | 2017     |
| Kim Ki-chun                    | Mak Gae                              | Padre de Seo No                               | -                | 2017     |
| Yoo Min-kyu                    | Ki Ryong                             | Guardaespaldas de Lee Yoong                   | -                | 2017     |
| Go Bo-gyeol Park Seo-yeon      | Yoon Myung-hye (de joven)            | Sobrina de Park Won-jong                      | -                | 2017     |
| Kim Jung-young                 | Lady Kwon                            | Esposa de Shin Soo-geun / Madre de Chae-kyung | -                | 2017     |
| Uhm Hye-ran                    | -                                    | Nana de Chae-kyung                            | -                | 2017     |
| Choi Seung-kyung               | Eunuco Kim                           | Eunuco                                        | -                | 2017     |
| Yoon In-jo                     | Lady Choi                            | Dama en espera de la Reina Vuida Jasun        | -                | 2017     |
| Kim Jung-hak                   | Rey Seongjong                        | -                                             | -                | 2017     |
| Woo Hee-jin                    | Reina Jeheon (Reina Destituida Yoon) | Madre biológica de Yeonsangun                 | -                | 2017     |
| Heo Sung-tae                   | -                                    | Guardia Real                                  | -                | 2017     |

## Episodios
La serie está conformada por 20 episodios, los cuales son emitidos todos los miércoles y jueves a las 22:00 (KST).

## Música
El Soundtrack de la serie estuvo conformado por cinco partes las cuales fueron lanzadas en el 2017 por "Music&NEW" y "Hello EMC".

### Parte 1
| No. | Intérprete | Canción                          | Letra        | Música                   | Duración |
| --- | ---------- | -------------------------------- | ------------ | ------------------------ | -------- |
| 1   | Yeonjung   | "You're Brilliant" (눈부신 그대) | Lee Na-young | Lovelyee y The President | 3:10     |
| 2   | -          | "You're Brilliant" (Inst.)       | -            | Lovelyee y The President | 3:10     |

### Parte 2
| No. | Intérprete | Canción                            | Letra      | Música     | Duración |
| --- | ---------- | ---------------------------------- | ---------- | ---------- | -------- |
| 1   | Yael Meyer | "No Matter How Hard I Try"         | Yael Meyer | Yael Meyer | 3:57     |
| 2   | -          | "No Matter How Hard I Try" (Inst.) | -          | Yael Meyer | 3:57     |

### Parte 3
| No. | Intérpretes | Canción                      | Letra        | Música                                    | Duración |
| --- | ----------- | ---------------------------- | ------------ | ----------------------------------------- | -------- |
| 1   | Dear Cloud  | "Love Again" (또한번 사랑해) | Lee Na-young | Dear Cloud, Kim Moon-chul y Park Soo-seok | 3:57     |
| 2   | -           | "Love Again" (Inst.)         | -            | Dear Cloud, Kim Moon-chul y Park Soo-seok | 3:57     |

### Parte 4
| No. | Intérprete | Canción                                | Letra        | Música                  | Duración |
| --- | ---------- | -------------------------------------- | ------------ | ----------------------- | -------- |
| 1   | Junggigo   | "Miss You In My Heart" (그리고 그려도) | Lee Na-young | Realmeee y Kim Jin-hoon | 3:37     |
| 2   | -          | "Miss You In My Heart" (Inst.)         | -            | Realmeee y Kim Jin-hoon | 3:37     |

### Parte 5
| No. | Intérprete | Canción                                             | Letra                    | Música      | Duración |
| --- | ---------- | --------------------------------------------------- | ------------------------ | ----------- | -------- |
| 1   | Fromm      | "When the Moonlight Shines on You" (달빛이 내릴 때) | Super Sound y Park So-ha | Super Sound | 3:25     |
| 2   | -          | "When the Moonlight Shines on You" (Inst.)          | -                        | Super Sound | 3:25     |

## Premios y nominaciones
| Año  | Categoría                                       | Premios               | Nominada (o)    | Resultado |
| ---- | ----------------------------------------------- | --------------------- | --------------- | --------- |
| 2017 | Best Celebrity Award                            | 2nd Asia Artist Award | Park Min-young  | Ganó      |
| 2017 | Excellence Award, Actress in a Mid-length Drama | 31st KBS Drama Award  | Park Min-young  | Nominada  |
| 2017 | Excellence Award, Actor in a Mid-length Drama   | 31st KBS Drama Award  | Yeon Woo-jin    | Ganó      |
| 2017 | Best Young Actor                                | 31st KBS Drama Award  | Baek Seung-hwan | Nominado  |
| 2017 | Best Young Actress                              | 31st KBS Drama Award  | Park Si-eun     | Nominada  |

## Producción
La serie fue creada por la "KBS Drama Production".
En marzo del 2017 se anunció que la serie sería protagonizada por Park Min-young.
Fue dirigida por Lee Jung-sub y Song Ji-won, junto con el apoyo de los directores creativos Yoo Ho-joon, Kim Min-joon y Im Seung-hyun, y fue escrita por Choi Jin-young.
La serie fue producida por Kim Hye-jung y Jung Yeon-soo, quien contó también con los productores ejecutivos Sung Joon-hye, Park Sung-hye, Moon Bo-hyun y Kim Joo-suk.
La música fue compuesta por Lee Pil-ho, mientras que la cinematografía estuvo a cargo de Jung Hae-geun y Yoon Tae-gi, y la edición fue realizada por Kim Yoo-mi.
La primera lectura del guion fue realizada el 7 de abril del 2017 en Yeouido, Seúl.
La serie contó con el apoyo de las compañías de producción "The Collective" y "Monster Union" (la serie fue la primera producción de la compañía independiente creada en julio del 2016 por la KBS), y fue distribuida por la KBS.